# 류토메르

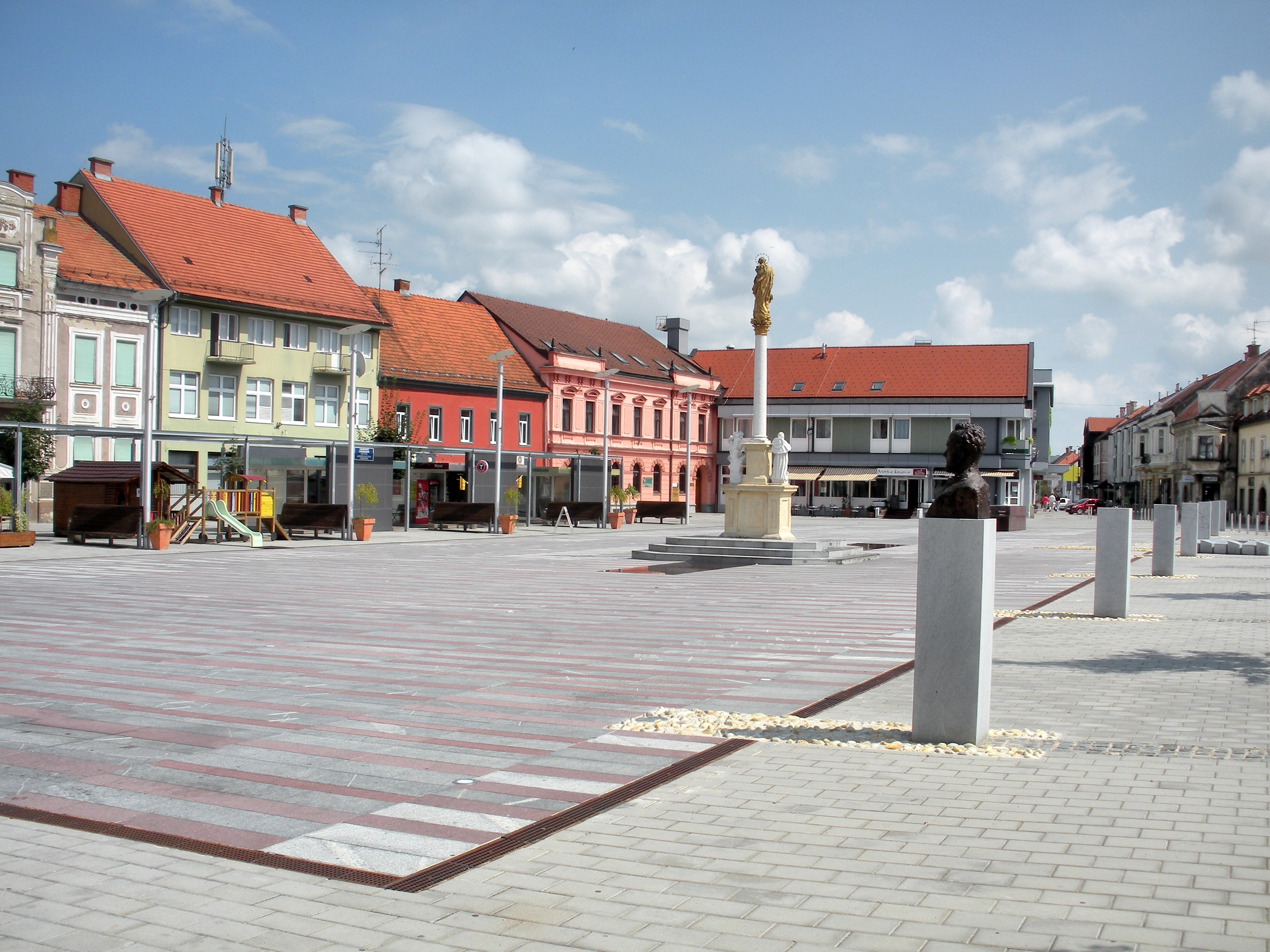
류토메르

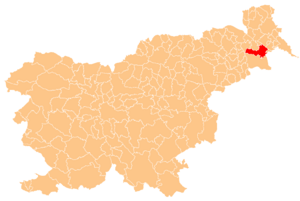
류토메르의 위치

류토메르(슬로베니아어: Ljutomer, 독일어: Luttenberg in der Steiermark 루텐베르크인데어슈타이어마르크[*])는 슬로베니아의 도시로 면적은 107.2km2, 인구는 11,720명(2002년 기준), 인구 밀도는 109.3명/km2이다.